# Skopje Fest
El Skopje Fest (en macedonio: Скопје фест) o Festival na zabavni melodii Skopje (Фестивал на забавни мелодии Скопје) es uno de los eventos musicales más importantes de Macedonia del Norte.

## Historia
El festival empezó en 1968 en el Universal Hall en Skopje, y continuó hasta 1980. En este corto periodo de tiempo, el festival se convirtió en uno de los eventos musicales más importantes de la entonces Yugoslavia. El Skopje Fest fue el lugar donde famosos cantantes macedonios como Slave Dimitrov, Zafir Hadzimanov y Nina Spirova cantaron junto a eminentes artistas yugoslavos. Durante ese tiempo, se interpretaron más de 50 canciones.
Luego de que Macedonia consiguiera pacíficamente su independencia de Yugoslavia, el Skopje Fest fue repuesto en 1994, relevando al MakFest como el festival de música más importante del país.
El concurso involucra a algunos de los mejores cantantes del país, los cuales, interpretan canciones originales presentadas a la MRT (Makedonska Radio Televizija). Normalmente, el acompañamiento musical corre por parte de la orquesta de la MRT (excluyendo algunas de sus últimas ediciones).
También ha sido usado como la selección nacional de Macedonia para el Festival de la Canción de Eurovisión desde 1996, siendo Vlado Janevski el primer representante de Macedonia en 1998 con la canción "Ne zori, zoro". Desde entonces, el Skopje Fest ha sido objeto de debate debido a lo controvertido de las estrategias detrás de las selección de las canciones y de la falta de transparencia en la selección del ganador. Estas acusaciones no son nuevas, de hecho se han intensificado desde que el festival se eligiera como plataforma para elegir al representante para el festival. Luego de la decisión de usar al Skopje Fest como la preselección nacional para la representación macedonia en Eurovisión, la tradicional ceremonia de premios fue sustituida por el anuncio de los tres mejores puestos. Hasta 2008 ni los puntos del jurado o los del público eran anunciados.
Hasta 2002, el Skopje Fest era una de las mayores actividades musicales en el país. Sin embargo, se enfrentó a serios problemas financieros. En 2003, el festival no tuvo dinero suficiente para la siguiente edición. Mientras tanto, la MRT estableció nuevos criterios para la selección nacional para Eurovisión. En 2004, el Skopje Fest volvió solo para celebrar el 60 aniversario de la MRT. En 2005, los problemas financieros se acentuaron y el festival no se organizó hasta 2008, esto también afectó a la final nacional para el festival de Eurovisión.

## Ganadores del Skopje Fest
No existe información sobre todos los ganadores de todas las ediciones del Skopje Fest.
| Año  | Artista                | Canción                   | Datos |
| ---- | ---------------------- | ------------------------- | --- |
| 1968 | Dime Popovski          | "Planino moja rudino"     | |
| 1969 | Elda Viler             | "Doviduvanje"             | |
| 1970 | Nina Spirova           | "Ezero moe"               | |
| 1971 | Slave Dimitrov         | "Čija si"                 | |
| 1973 | Goce Nikolovski        | "Tivko Tivko"             | El Director de Orquesta de esta edición fue Dragan Gjanovski Shpato. |
| 1977 | Dragan Mijalkovski     | "Kazi mi"                 | |
| 1978 | Verica Ristevska       | "Shtom se saka"           | Los concursantes fueron acompañados por la orquesta de MKRTV (entonces Skopje Radio Television), dirigida por Aleksandar Djambazov. |
| 1980 | Dragan Mijalkovski     | "223 305"                 | |
| 1994 | Maja Odžaklievska      | "Ne me dopiraj"           | |
| 1995 | Lidija Kočovska        | "Shto te nema"            | Lidija Kočovska también recibió tres premios del público y el premio al "Mejor Intérprete". |
| 1996 | Kaliopi                | "Samo ti".                | Desde ese año, se utiliza al festival como plataforma para elegir al representante de Macedonia para el Festival de la Canción de Eurovisión. Supuso el debut de Macedonia en el Festival de la Canción de Eurovisión. Sin embargo, el país no clasificó en las rondas pre-clasificatorias para la edición de 1996. |
| 1997 | Pece Ognenov           | "Manastirki son".         | Macedonia tampoco debutó en el Festival de la Canción de Eurovisión 1997 debido a que el país no clasificó en las rondas pre-clasificatorias para el certamen de 1996. |
| 1998 | Vlado Janevski         | "Ne zori, zoro".          | Debut oficial de Macedonia en el Festival de la Canción de Eurovisión. |
| 1999 | Sašo Gigov–Giš         | "Sejachot"                | Macedonia no participó en el Festival de la Canción de Eurovisión 1999. |
| 2000 | XXL                    | "100% te ljubam".         | |
| 2002 | Karolina Gočeva        | "Od nas zavisi".          | |
| 2004 |                        |                           | Luego de suspenderse en 2003, el festival volvió, pero sin ganadores ni premios, solamente para celebrar el 60.o aniversario de la MRT. El lema del festival fue: "Las estrellas cantan para la MRT". |
| 2008 | Tamara, Vrčak y Adrian | "Vo imeto na ljubovta".   | Para Eurovisión 2008, la canción se tradujo al inglés y se presentó como "Let me love you" |
| 2009 | Next time              | "Neshto shto kje ostane". | |
| 2010 | Gjoko Taneski          | "Jas ja imam silata"      | Por primera vez, ciudadanos de Australia, Canadá, Alemania, Suecia, Suiza y Turquía pudieron votar en la gala final |

## Preselecciones nacionales para Eurovisión
Entre 2004 y 2007, la Makedonska Radio Televizija realizó varios certámenes como alternativa al Skopje Fest para elegir al representante de la entonces denominada Antigua República Yugoslava de Macedonia en el Festival de la Canción de Eurovisión.

### 2004
La MRT escogió internamente a Toše Proeski como su representante. El 14 de febrero se realizó una gala, en la cual compitieron tres canciones, resultando vencedora "Angel si ti". La canción se escogió mediante votación del público presente en la gala, un jurado experto y el propio Proeski. Para el Festival de Eurovisión 2004, la canción se tradujo al inglés, presentándose como "Life".

### 2005
La preselección de dividió en tres fases. En la primera fase, 128 cantantes fueron presentados a la televisión macedonia, de los cuales la MRT escogió internamente a seis. Luego se escogieron a dos finalistas mediante los votos de un jurado experto y televoto, saliendo elegidos Martin Vučić y Aleksandra Pileva. Finalmente, el 19 de febrero se realizó una gala, en la cual salió vencedor Vučić con la canción "Ti si son".
Para el Festival de Eurovisión 2005, la canción se tradujo al inglés, presentándose como "Make my day". 

### 2006
Para ese año, la MRT realizó una final nacional con 20 participantes, saliendo vencedora Elena Risteska, con la canción "Ninanajna".

### 2007
Para ese año, la MRT realizó una final nacional con 15 participantes, saliendo vencedora Karolina Gočeva, con la canción "Mojot svet".